# Ислам в Государстве Палестина

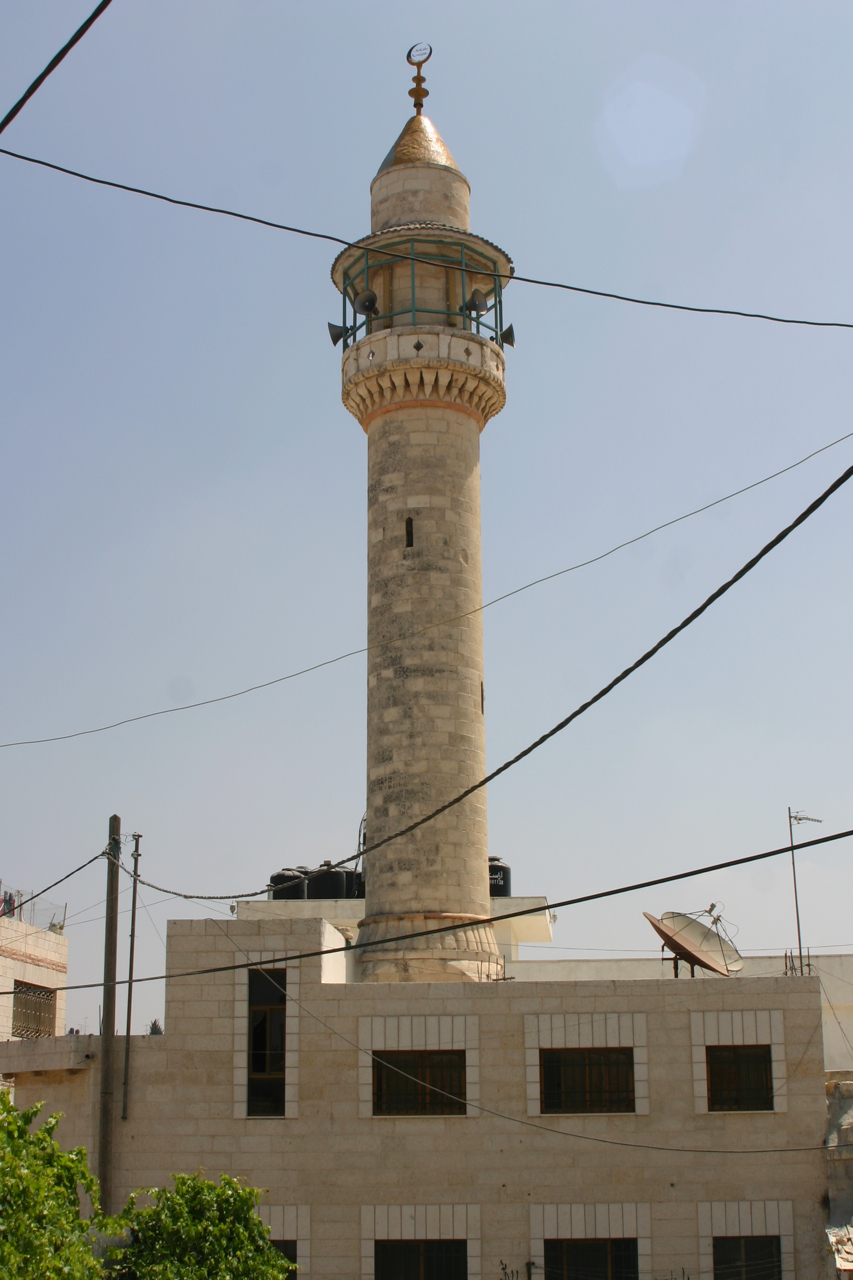
Мечеть в Рамалле

Ислам — основная религия в Государстве Палестина, являющаяся религией большинства арабского населения.

## Состав
Мусульмане, исключая израильских поселенцев, составляют около 98,5% населения Западного Берега Реки Иордан (включая них — 85%) и 99,5% населения Сектора Газа. Самой многочисленной конфессией среди палестинских мусульман являются сунниты, составляющие 98—99% всего мусульманского населения.

## История
Впервые ислам появился в Палестине в VII веке, когда Праведный халифат под руководством Умара ибн аль-Хаттаба завоевал Левант.
Иерусалим — третий по значимости город в исламе после Мекки и Медины. В ноябре 636 года началась четырёхмесячная осада Иерусалима. В конечном счёте православный патриарх Софроний согласился лично передать Иерусалим Умару, который принял капитуляцию и весной 637 года отправился из Медины в Иерусалим. Софроний заключил договор с Умаром, известный как «Договор Умара». По нему, завоёванные немусульмане «зимми» (араб. ذمي‎) получали религиозную свободу в обмен на выплачивание особого налога — джизью (араб. جِـزْيَـة‎). При правлении мусульман христианское и еврейское население пользовались терпимостью, которой пользовались немусульманские монотеисты.
Приняв капитуляцию, халиф Умар вместе с Софронием вошёл в Иерусалим и «вежливо беседовал с патриархом о его религиозных древностях». Когда настал час молитвы, Умар был в Анастасии, но отказался молиться там, чтобы в будущем мусульмане не использовали это как предлог для нарушения договора и конфискации церкви. Расположенная напротив дверей Анастасиса мечеть Омара с высоким минаретом, известна как место, куда он удалялся для молитвы.
Епископ Аркульф, описавший своё паломничество в Святую землю в VII веке в книге «De Locis Sanctis», написанной монахом Адамнаном, рассказал о достаточно благоприятных условиях жизни христиан в Палестине в период мусульманского правления. Многие христиане (например, святой Иоанн Дамаскин) занимали важные посты при дворе сирийских халифов. Аббасидские халифы в Багдаде, пока они правили Сирией, также проявляли терпимость к христианам.
Позже им на смену пришли другие арабоязычные мусульманские династии, в том числе Омейяды, Аббасиды и Фатимиды. Со временем большая часть существующего населения Палестины приняла арабскую культуру и язык и обратилась в ислам. Считается, что поселение арабов, хотя и незначительное по размеру, также сыграло роль в ускорении процесса исламизации. Важным фактором также считаются изменения в социальной структуре и ослабление местных христианских властей, вызванные процессом дезурбанизации под властью ислама. Некоторые ученые предполагают, что к приходу крестоносцев Палестина уже была в подавляющем большинстве мусульманской, в то время как другие утверждают, что только после крестовых походов христианство потеряло свое большинство и что процесс массовой исламизации произошел гораздо позже, возможно, в период мамлюков.